# 五龙站
五龍站（：／ Oryong yeok */?）是大田地鐵1號線沿線的一座地下車站，位於韓國大田廣域市中区五柳洞。

## 車站結構
站體為2面2線側式月台的地下車站，設有月台幕門。

### 月台配置
| 西大田四街 ↑ |
| \| 上        |
| ↓ 龍汶       |

| 月台 | 路線               | 目的地                             |
| ---- | ------------------ | ---------------------------------- |
| 上行 | ●大田都市铁道1号线 | 西大田四街、中央路、大田、板岩方向 |
| 下行 | ●大田都市铁道1号线 | 龍汶、市廳、儒城溫泉、盤石方向     |

## 歷史
- 2006年3月16日：落成啟用。

## 車站周邊
- 西大田站
- 乙支大學大田校區
- 韓亞銀行大田分行
- 韓國貿易保險公社（朝鲜语：한국무역보험공사）大田及忠南支社
- 韓國預託決濟院（朝鲜语：한국예탁결제원）大田支院
- LG U+大田營業所
- 韓國農業協會五龍站分社
- 忠南女子中學
- 忠南女子高校

## 相鄰車站
大田廣域市都市鐵道公社
●大田都市铁道1号线
西大田四街（107）－五龍（108）－龍汶（109）